# لوک برایان
لوک برایان (انگلیسی: Luke Bryan؛ زادهٔ ۱۷ ژوئیهٔ ۱۹۷۶) یک موسیقی‌دان و خواننده سبک کانتری و آهنگ نوبس اهل ایالات متحده آمریکا است. وی از اواسط سال ۲۰۰۰ میلادی آغاز به کار کرد و آهنگهای را برای تراویس تریت و بیلی کرینگتوننوشت و اولین آلبوم تفریحی خود را انتشار داد. بعد از خواندن برای کپیتال رکوردز در نشویل در سال ۲۰۰۷ همراه با برادرزاده خود، چاد کریستوفر بوید، او آلبوم خواهم ماند من که شامل آهنگ های "همه دوستانم می گویند"، "ما سوار کامیون شدیم", و "مرد روستایی" بود را منتشر کرد. آلبوم بعدی "کارم رو انجام میدم" شامل  "انجام دهم" که برایان آن را با همکاری چارلز کلی و دیوید های وود از گروه لیدی آنتبلوم نوشته بود و آهنگ شماره یک "باران چیز خوبیست" و "شخص دیگری شما را صدا می کند عزیزم" بود. "در عقب و خط برنزه" شامل "دختر روستایی (برای من تکانش بده)" و تک آهنگ های شماره یک به نام های "من نمی خواهم این شب تمام شود"، "مست از تو" و "بوسه فردای خداحافظی" که در ۲۰۱۱ منتشر شد. آلبوم چهارم برایان "مهمان ناخوانده پارتی من" در اوت ۲۰۱۳ منتشر شد که شامل تک آهنگهای شماره یک زیر است: "مهمان ناخوانده پارتی من"، "این شب منه"، "یک آبجو بنوش"، "دوباره بازی کن"، "ترن هوایی" و "میبینمت".